# Mastro de rádio Hellissandur

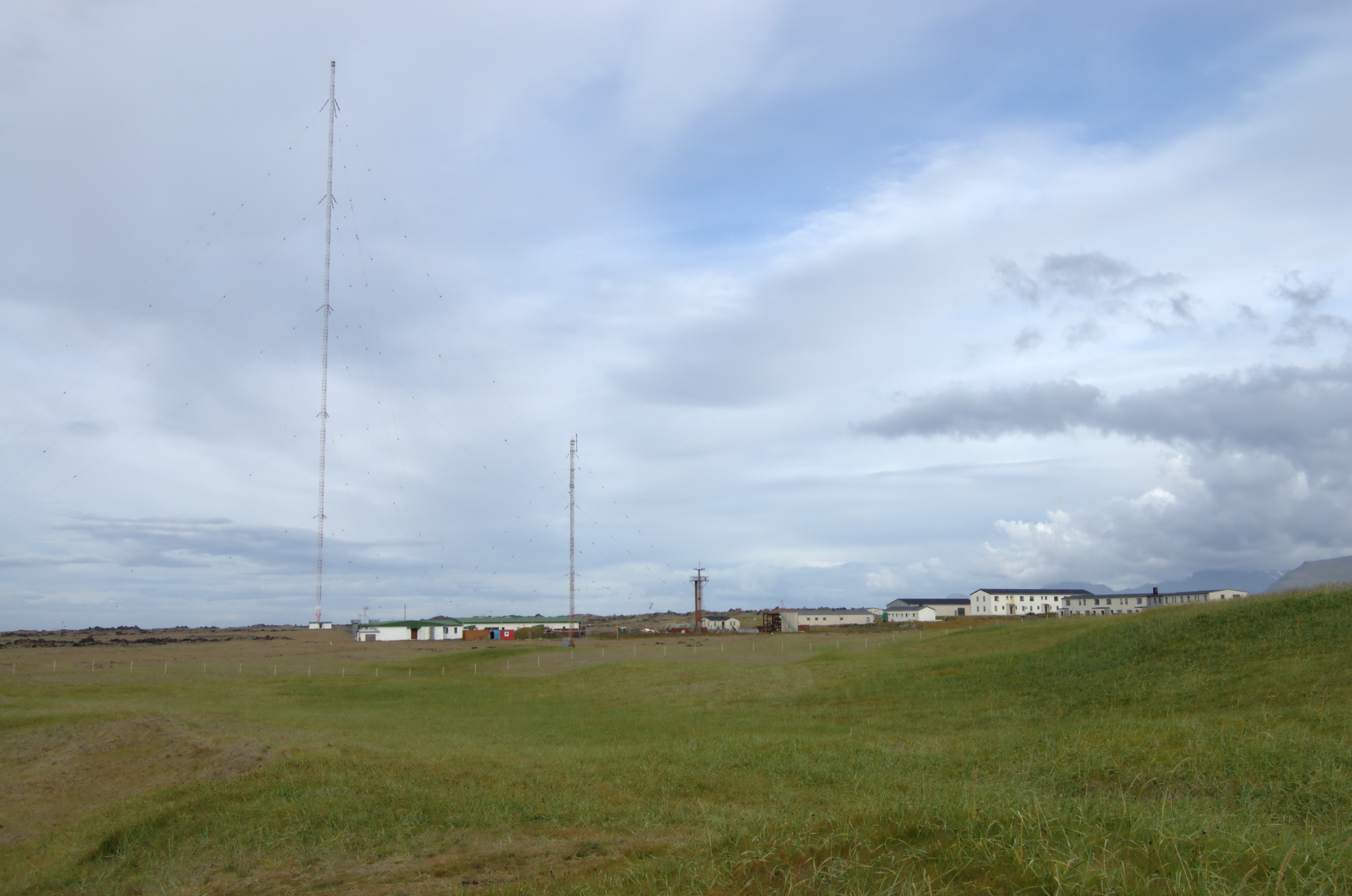
Mastro de Gufuskálar.

O mastro de rádio Hellissandur (chamado também Gufuskálar) é um mastro de rádio com 412 m de altura, utilizado para a transmissão de rádio em onda longa na vizinhança de Hellissandur na península Snæfellsnes, na Islândia. Este mastro, que é a estrutura mais alta de Europa ocidental, foi construído em 1959 para a corrente de Atlântico Norte do sistema de navegação LORAN-C (GRD 7970). Depois do sistema LORAN-C ter sido desativado na década de 1990, por ter ficado obsoleto, o mastro de rádio Hellissandur foi convertido em antena para um transmissor de onda longa do serviço de Radiodifusão da Islândia, operando na frequência de 189 kHz e uma potência nominal de 300 kW.